# Catoblepia magnalis
Catoblepia magnalis är en fjärilsart som beskrevs av Hans Ferdinand Emil Julius Stichel 1901. Catoblepia magnalis ingår i släktet Catoblepia och familjen praktfjärilar. Inga underarter finns listade i Catalogue of Life.